# EMD G22U
A GM G22U é uma locomotiva projetada pela EMD para ser a sucessora da EMD GM G12 com a substituição do motor 567 pelo 645 em 1966. Possui motor 12-645E aspirado que lhe fornece potência bruta de 1650 HP e 1500 HP (1118Kw) para tração. As 129 unidades que rodam no Brasil foram fabricadas pela Material y Construcciones S.A. (Macosa) da Espanha sob licença da Electro-Motive Diesel durante os primeiros anos da década de 1970. Naquela época o Brasil vivia o "milagre brasileiro", período de grandes investimentos em infra-estrutura. A RFFSA pode então fazer uma grande encomenda de locomotivas para bitola métrica, começando pelas G22U e G22CU, para os estados de Paraná, Santa Catarina e Rio Grande do Sul e depois de G26CU para o Rio Grande do Sul. A intenção era de se testar as novas maquinas nas linhas do sul e, após a consolidação operacional, distribuir unidades entre as divisões regionais da ferrovia, o que não aconteceu.
Essas locomotivas tiveram importante papel na região sul do pais, tendo sido por mais de 30 anos usadas na linha Curitiba-Paranaguá, substituindo nos anos 1970 as GE U12B e GM GL8 e GM G12. Foram utilizadas normalmente em triplex, quadras, quinas e até mesmo senas nos tempos da RFFSA, e em tração distribuída já no período concessionado a ALL, sendo que, no ano de 2012 algumas unidades foram equipadas com o sistema Locotrol, o que permite tração distribuída controlada remotamente via rádio.
Também atendem até os dias presentes o Ramal de Rio Branco do Sul, antiga Estrada de Ferro Norte do Paraná. Nessa linha atualmente operam acopladas a uma unidade M1, isto é, uma locomotiva baixada, que é reformada, recebendo truques Flexicoil-B, motores de tração D31 e operam como unidade de tração alimentada pela potência extra que a G22 é capaz de gerar, pois seu gerador é o mesmo da G22CU, sua sucessora de 6 eixos. Duas unidades G22U são conectadas a uma M1, que geralmente fica no meio das unidades alimentadoras. Cada locomotiva é direcionada com a cabine apontada para extremidade, formando um grande conjunto inseparável ao estilo <X - Y - X > , onde X são as G22U e Y a Unidade Lastreada M1. As setas representam a direção das cabines de comando. Tais unidades São chamadas de M1, ou mesmo SLUG.
Trafegam também no Ramal de São Francisco, aonde as curvas apertadas não permitem a circulação de locomotivas de maior porte sem grandes reformas das linhas.
No Rio Grande do Sul tiveram atuação durante o período da RFFSA, quando 10 unidades foram destinadas a Viação Férrea Rio Grande do Sul. Com a privatização todas as unidades foram reunidas, e não houve mais distinção dessas máquinas.
Pouco antes da privatização a RFFSA enviou para a Estrada de Ferro Donna Thereza Christina uma unidade, assim como algumas G12 para dieselizar a malha, que até então operava locomotivas a vapor. A unidade que foi enviada era a 4409, que encontra-se até hoje operando pela FTC.
Durante mais de trinta anos de operação, algumas locomotivas sofreram algumas pequenas modificações como criação de passadiço traseiro, aumento do tanque de combustível, colocação de tomada para unidade M1, corte das "saias" laterais para melhor acesso as tubulações e cabos elétricos, fechamento das number boards e luzes de classificação, troca de limpa trilhos, grades dos radiadores, retirada da placa da Macosa e de placa de numeração da lateral da cabine em alto relevo. (acessório não original, incluso pela RFFSA), construção de passadiço traseiro (semelhante ao das G22CU), adaptação para queima de biodiesel, instalação de freio eletrônico e colocação do equipamento de Locotrol.
Atualmente, a ALL está operando as G22U também em parte das linhas da antiga Estrada de Ferro Sorocabana, em São Paulo, onde as locomotivas jamais haviam circulado na era estatal. Com isso, elas passaram a tracionar os trens de bobinas de aço e cimento que trafegam entre a capital paulista e a Região Sul, substituindo em muitos casos as GE U20C ex-FEPASA.
São conhecidas como o "fusca" das ferrovias brasileiras, devido ao barulho característico do seu motor primário em alta rotação (semelhante ao motor boxer do Fusca e da Kombi) e por operar em praticamente todas as linhas, com robustez e confiança.
Após 1997 a manutenção destas locomotivas se precarizou, por grande parte devido as políticas operacionais das concessionárias que as administraram, causando modificações que descaracterizaram em muito sua aparência estética, partes mecânicas e elétricas. Mesmo assim, ainda mostram-se robustas, mas de vez em quando sofrem alguns incidentes devido a sua manutenção precária, ferrovias de péssima qualidade e técnicos com pouco treinamento no manuseio das mesmas.

## No Brasil
Adquirida entre 1971 e 1973 pela RFFSA, satisfeita com os resultados das GM G12 na bitola métrica. Foram compradas para serem distribuídas na 11ª e 13ª Divisão da RFFSA, nas Regionais Paraná-Santa Catarina e Rio Grande do Sul.
Foram distribuídas da seguinte forma:
- 119 para a SR-5 (Curitiba).
- 10 para SR-6 (Porto Alegre).

Posteriormente uma delas foi transferida da SR-5 para a Ferrovia Teresa Cristina durante sua dieselização. (4409)
Locomotivas baixadas
- 4302, 4317, 4323, 4324, 4327, 4336, 4337, 4347, 4353, 4367, 4393, 4411, 4428

Locomotiva transformada em Slug M-2
- 4323
- Locomotiva transferida para Ferrovia Teresa Cristina.
- 4409

Locomotivas com tanque de combustível ampliado para:
- 4900L: 4316, 4340, 4385, 4391, 4395, 4396, 4400, 4404
- 5200L: 4305, 4329, 4338, 4377, 4386, 4387, 4392
- 6000L: 4381

Locomotivas que usaram o bio-diesel como combustível (fizeram testes, e atualmente retornaram a utilizar diesel comum)
- 4380, 4386

Locomotivas com passadiço traseiro:
- 4334, 4309, 4409, 4332,4310,4389

Locomotivas com adaptação para M-1 (Slug):
- 4304, 4305, 4321, 4329, 4331, 4332, 4333, 4338, 4341, 4349, 4352, 4356, 4359, 4363, 4368, 4377, 4380, 4381, 4383, 4385, 4386, 4387, 4391, 4392, 4395, 4396, 4397, 4399, 4403, 4404, 4405, 4412, 4413, 4420, 4423, 4426

| Número de Fabricação | Número original | Ano de entrada em Trafego | Número SIGO | Operadora Atual | Observações |
| -------------------- | --------------- | ------------------------- | ----------- | --------------- | --- |
| 1292                 | 1501            | 1972                      | 4301        | RUMO            | acidentada foi recuperada c peças de outra G-22 |
| 1293                 | 1502            | 1972                      | 4302        | RUMO            | baixada |
| 1294                 | 1503            | 1972                      | 4303        | RUMO            | |
| 1295                 | 1504            | 1972                      | 4304        | RUMO            | Transformada em Slug M1 |
| 1296                 | 1505            | 1972                      | 4305        | RUMO            | Modificada com tanque de 5200l, depois transformada em Slug M1 |
| 1297                 | 1506            | 1972                      | 4306        | RUMO            | |
| 1298                 | 1507            | 1972                      | 4307        | RUMO            | |
| 1299                 | 1508            | 1972                      | 4308        | RUMO            | |
| 1300                 | 1509            | 1972                      | 4309        | RUMO            | Baixada 2012 - Acidente serra de São Francisco. |
| 1301                 | 1510            | 1972                      | 4310        | RUMO            | Com passadiço traseiro |
| 1302                 | 1511            | 1972                      | 4311        | RUMO            | |
| 1303                 | 1512            | 1972                      | 4312        | RUMO            | |
| 1304                 | 1513            | 1972                      | 4313        | RUMO            | |
| 1305                 | 1514            | 1972                      | 4314        | RUMO            | |
| 1306                 | 1515            | 1972                      | 4315        | RUMO            | |
| 1307                 | 1516            | 1972                      | 4316        | RUMO            | Com tanque de 4900l |
| 1308                 | 1517            | 1972                      | 4317        | RUMO            | Baixada |
| 1309                 | 1518            | 1972                      | 4318        | ALL             | |
| 1310                 | 1519            | 1972                      | 4319        | ALL             | |
| 1311                 | 1520            | 1972                      | 4320        |                 | |
| 1312                 | 1521            | 1972                      | 4321        |                 | transformada em Slug M1 |
| 1313                 | 1522            | 1972                      | 4322        | ALL             | |
| 1314                 | 1523            | 1972                      | 4323        |                 | Baixada e transformada em Slug M-2 |
| 1315                 | 1524            | 1972                      | 4324        |                 | Baixada |
| 1316                 | 1525            | 1972                      | 4325        | ALL             | |
| 1317                 | 1526            | 1972                      | 4326        | ALL             | |
| 1318                 | 1527            | 1972                      | 4327        |                 | Baixada |
| 1319                 | 1528            | 1972                      | 4328        | ALL             | Foi batizada com o nome de União na época da RFFSA. |
| 1320                 | 1529            | 1972                      | 4329        |                 | Tanque 5200l, depois transformada em Slug M1 |
| 1321                 | 1530            | 1972                      | 4330        |                 | |
| 1322                 | 1531            | 1972                      | 4331        |                 | Transformada em Slug M1 |
| 1323                 | 1532            | 1972                      | 4332        |                 | Transformada em Slug M1 |
| 1324                 | 1533            | 1972                      | 4333        |                 | Transformada em Slug M1 |
| 1325                 | 1534            | 1972                      | 4334        | ALL             | |
| 1326                 | 1535            | 1972                      | 4335        |                 | |
| 1327                 | 1536            | 1972                      | 4336        |                 | Baixada |
| 1328                 | 1537            | 1972                      | 4337        |                 | Baixada |
| 1329                 | 1538            | 1972                      | 4338        |                 | Tanque 5200l, depois transformada em Slug M1 |
| 1330                 | 1539            | 1972                      | 4339        |                 | |
| 1331                 | 1540            | 1972                      | 4340        |                 | com tanque de 4900l |
| 1332                 | 1541            | 1972                      | 4341        | ALL             | Acidentada e consertada com peças de uma G22U sucata, baixada e depois transformada em Slug M1 |
| 1333                 | 1542            | 1972                      | 4342        |                 | |
| 1334                 | 1543            | 1972                      | 4343        | ALL             | |
| 1335                 | 1544            | 1972                      | 4344        |                 | |
| 1336                 | 1545            | 1972                      | 4345        |                 | |
| 1337                 | 1546            | 1972                      | 4346        |                 | |
| 1338                 | 1547            | 1972                      | 4347        |                 | Baixada |
| 1339                 | 1548            | 1972                      | 4348        | ALL             | Baixada 2012 - Acidente serra de São Francisco |
| 1340                 | 1549            | 1972                      | 4349        |                 | Transformada em Slug M1 |
| 1341                 | 1550            | 1972                      | 4350        | ALL             | Baixada 2012 em acidente na serra de São Francisco. |
| 1342                 | 1551            | 1972                      | 4351        | ALL             | |
| 1343                 | 1552            | 1972                      | 4352        | ALL             | Transformada em Slug M1 e baixada em 2012 em acidente na serra de São Francisco. |
| 1344                 | 1553            | 1972                      | 4353        |                 | Baixada |
| 1345                 | 1554            | 1972                      | 4354        |                 | |
| 1346                 | 1555            | 1972                      | 4355        | ALL             | |
| 1347                 | 1556            | 1972                      | 4356        |                 | Transformada em Slug M1 |
| 1348                 | 1557            | 1972                      | 4357        |                 | |
| 1349                 | 1558            | 1972                      | 4358        |                 | |
| 1350                 | 1559            | 1972                      | 4359        |                 | Transformada em Slug M1 |
| 1351                 | 1560            | 1972                      | 4360        | ALL             | |
| 1352                 | 1561            | 1972                      | 4361        | ALL             | |
| 1353                 | 1562            | 1972                      | 4362        |                 | Foi batizada com o nome de Corupá na época da RFFSA |
| 1354                 | 1563            | 1972                      | 4363        |                 | Transformada em Slug M1 |
| 1355                 | 1564            | 1972                      | 4364        |                 | |
| 1356                 | 1565            | 1972                      | 4365        | ALL             | |
| 1357                 | 1566            | 1972                      | 4366        | ALL             | |
| 1358                 | 1567            | 1972                      | 4367        | ALL             | Baixada |
| 1359                 | 1568            | 1972                      | 4368        | ALL             | Transformada em Slug M1 |
| 1360                 | 1569            | 1972                      | 4369        | ALL             | |
| 1361                 | 1570            | 1972                      | 4370        | ALL             | Baixada em 2012 - Acidente serra de São Francisco |
| 1362                 | 1571            | 1972                      | 4371        | ALL             | |
| 1363                 | 1572            | 1972                      | 4372        | ALL             | |
| 1364                 | 1573            | 1972                      | 4373        |                 | |
| 1365                 | 1574            | 1972                      | 4374        | ALL             | |
| 1366                 | 1575            | 1972                      | 4375        | ALL             | |
| 1390                 | 1576            | 1973                      | 4376        |                 | |
| 1391                 | 1577            | 1973                      | 4377        | ALL             | Tanque de 5200l, depois transformada em Slug M1 |
| 1392                 | 1578            | 1973                      | 4378        | ALL             | |
| 1393                 | 1579            | 1973                      | 4379        | ALL             | |
| 1394                 | 1580            | 1973                      | 4380        | ALL             | Transformada em Slug M1 |
| 1395                 | 1581            | 1973                      | 4381        | ALL             | Tanque de 6000l, depois transformada em Slug M1 |
| 1396                 | 1582            | 1973                      | 4382        | ALL             | |
| 1397                 | 1583            | 1973                      | 4383        | ALL             | Transformada em Slug M1 |
| 1398                 | 1584            | 1973                      | 4384        |                 | |
| 1399                 | 1585            | 1973                      | 4385        |                 | Tanque de 4900l, transformada em Slug M1 |
| 1400                 | 1586            | 1973                      | 4386        | ALL             | Tanque de 5200l |
| 1401                 | 1587            | 1973                      | 4387        |                 | Tanque de 5200l, transformada em Slug M1 |
| 1402                 | 1588            | 1973                      | 4388        |                 | |
| 1403                 | 1589            | 1973                      | 4389        |                 | Com passadiço traseiro |
| 1404                 | 1590            | 1973                      | 4390        | ALL             | |
| 1405                 | 1591            | 1973                      | 4391        | ALL             | Tanque de 4900l, transformada em Slug M1 |
| 1406                 | 1592            | 1973                      | 4392        |                 | Tanque de 5200l, agora transformada em Slug M1. Foi batizada com o nome de São Francisco do Sul na época da RFFSA. Essa locomotiva foi usada como referência pela Frateschi Trens Elétricos na criação de miniaturas de ferreomodelismo. |
| 1407                 | 1593            | 1973                      | 4393        |                 | Baixada |
| 1408                 | 1594            | 1973                      | 4394        |                 | |
| 1409                 | 1595            | 1973                      | 4395        | ALL             | Tanque de 4900l |
| 1410                 | 1596            | 1973                      | 4396        | ALL             | Tanque de 4900l, transformada em Slug M1 |
| 1411                 | 1597            | 1973                      | 4397        | ALL             | |
| 1412                 | 1598            | 1973                      | 4398        |                 | |
| 1413                 | 1599            | 1973                      | 4399        |                 | Transformada em Slug M1 |
| 1414                 | 1600            | 1973                      | 4400        | ALL             | Tanque de 4900l |
| 1415                 | 1601            | 1973                      | 4401        | ALL             | |
| 1416                 | 1602            | 1973                      | 4402        |                 | |
| 1417                 | 1603            | 1973                      | 4403        | ALL             | Transformada em Slug M1 |
| 1418                 | 1604            | 1973                      | 4404        | ALL             | Tanque de 4900l, transformada em Slug M1 |
| 1419                 | 1605            | 1973                      | 4405        | ALL             | Transformada em Slug M1 |
| 1420                 | 1606            | 1973                      | 4406        |                 | |
| 1421                 | 1607            | 1973                      | 4407        | ALL             | |
| 1422                 | 1608            | 1973                      | 4408        |                 | Baixada em 2012 - Acidente na Serra de São Francisco |
| 1423                 | 1609            | 1973                      | 4409        | FTC             | |
| 1424                 | 1610            | 1973                      | 4410        | ALL             | |
| 1425                 | 1611            | 1973                      | 4411        |                 | |
| 1426                 | 1612            | 1973                      | 4412        |                 | Transformada em Slug M1 |
| 1427                 | 1613            | 1973                      | 4413        |                 | Transformada em Slug M1 |
| 1428                 | 1614            | 1973                      | 4414        | ALL             | |
| 1429                 | 1615            | 1973                      | 4415        |                 | Com controle microprocessado |
| 1430                 | 1616            | 1973                      | 4416        |                 | |
| 1431                 | 1617            | 1973                      | 4417        | ALL             | |
| 1432                 | 1618            | 1973                      | 4418        |                 | |
| 1433                 | 1619            | 1973                      | 4419        |                 | |
| 1434                 | 1620            | 1973                      | 4420        | ALL             | Transformada em Slug M1 |
| 1435                 | 1621            | 1973                      | 4421        | ALL             | |
| 1436                 | 1622            | 1973                      | 4422        |                 | |
| 1437                 | 1623            | 1973                      | 4423        |                 | Transformada em Slug M1 |
| 1438                 | 1624            | 1973                      | 4424        |                 | |
| 1439                 | 1625            | 1973                      | 4425        | ALL             | |
| 1440                 | 1626            | 1973                      | 4426        |                 | Transformada em Slug M1 |
| 1441                 | 1627            | 1973                      | 4427        | ALL             | |
| 1442                 | 1628            | 1973                      | 4428        |                 | Baixada |
| 1443                 | 1629            | 1973                      | 4429        |                 | |